# Municipio Tultepec
Koordinaten: 19° 41′ 6″ N, 99° 7′ 12″ W
Tultepec ist ein Municipio im mexikanischen Bundesstaat México. Es gehört zur Zona Metropolitana del Valle de México, der Metropolregion um Mexiko-Stadt. Die Gemeinde hatte im Jahr 2010 91.808 Einwohner, ihre Fläche beträgt 26,9 km².

## Etymologie
Der Name Tultepec ist aztekischen Ursprungs und bedeutet „Auf dem Hügel von Tule“.

## Geographie
Tultepec liegt im Nordosten des Bundesstaates México, etwa 10 km nördlich der Grenze des Bundesdistrikts Mexiko-Stadt auf etwa 2250 m. Mehr als 80 % der Gemeindefläche werden ackerbaulich genutzt, gut 17 % sind urbanisiert.
Das Municipio Tultepec grenzt im an die Municipios Melchor Ocampo, Nextlalpan, Tonanitla, Tultitlán, Coacalco de Berriozábal und Cuautitlán.

## Mammuts
Erste Gerüchte von Überresten von Megafauna gab es in Tultepec seit den 1960er Jahren, ohne aber, dass die Behörden nähere Kenntnis von Funden bekamen. Die in dieser Zeit gemachten Funde müssen als verloren gelten. 2015 wurden dann im Ortsteil San Antonio Xahuento die Reste eines Mammuts gefunden, der als Mamut de Tultepec bekannt geworden ist. Im November 2019 wurde bekannt, dass in einer zehn Monate dauernden Grabung 824 Knochen von mindestens vierzehn verschiedenen Individuen gefunden wurden, die nach Auffassung des leitenden Archäologen Luis Córdoba Barradas in von Menschen angelegten Gruben verendeten.

## Orte und Bevölkerung
Das Municipio Tultepec umfasst zehn Ortschaften mit total 22.551 Haushalten. Drei Orte weisen zumindest 5000 Einwohner auf:
| Ortsname                              | Einwohner (2010) |
| Tultepec                              | 64.888           |
| Santiago Teyahualco                   | 17.594           |
| Fraccionamiento Paseos de Tultepec II | 07.176           |
| San Antonio Xahuento                  | 00.740           |
| Ejido San Pablito                     | 00.609           |
| Paraje Trigo Tenco                    | 00.546           |
| Barrio de San Martín                  | 00.244           |
| Rancho San Joaquín                    | 00.007           |
| Maite                                 | 00.003           |
| Rancho el Cuquío                      | 00.001           |

Beim Zensus 2010 wurden 1.121 Sprecher einer indigenen Sprache gezählt. 9 % der Bevölkerung lebten zu diesem Zeitpunkt in extremer Armut.